# Ammó el Geòmetra
Ammó el Geòmetra (en grec antic: Ἄμμων, en llatí: Ammon) va ser un geòmetra romà d'origen incert, segurament grec, que va mesurar les muralles de Roma en temps de la primera invasió dels gots dirigits per Alaric l'any 410, i va obtenir un resultat de 21 milles de circuit.